# Abd al-Aziz ibn Mutib
Abdulaziz bin Mithab (en árabe: عبد العزيز بن متعب‎) fue el Emir de Jabal Shammar de 1897 hasta 1906. Tercer hijo de la dinastía Rashidi, siendo adoptado por su tío Mohammed Al Rasheed, el quinto emir, y que lo llevó a ser heredero. Después de que Mohammed muriera de causas naturales, Abdulaziz le sucedió sin oposición. Sin embargo, la regla Rashidi era insegura, cuando sus aliados otomanos eran repudiados y estaban en decadencia. En 1904, el joven Ibn Saud, fundador de la actual Arabia Saudita, regresó de Kuwait con un ejército pequeño y reconquistó Riad. Abdulaziz murió en la batalla de Rawdat Muhanna, a manos del ejército de Ibn Saud y Mubarak Al-Sabah en 1906 después de muchos combates contra los saudíes, aunque también hay una teoría de que fue asesinado a traición.